# 70000 (عدد)
70000 (سبعون آلف) هو عدد صحيح. يلي العدد 69999 ويسبق العدد 70001 وهو عدد طبيعي.
السبعون ألف الواحدة تساوي سبعون ألف.

## في الرياضيات
- حسب نظام العد العشري في الرياضيات، يمكن كتابة العدد سبعون آلف على النحو التالي:
- 70,000 — سبعة متبوعًا بأربعة أصفار.
- 7 × 104 — سبعة في عشرة مرفوعة لأس أربعة.